# Cinque precetti (buddismo)
I cinque precetti sono la base essenziale del codice etico del buddismo, e fanno parte dei precetti buddhisti. Sono seguiti dai buddhisti laici, discepoli dell'insegnamento di Siddhartha Gautama, trasmesso dalle denominazioni del buddismo Mahāyāna e del buddismo Theravāda.
I fedeli buddhisti mettono in pratica questa etica non appena preso rifugio nei Tre Gioielli: il Buddha, il Dharma e il Sangha. Il prendere rifugio è una metafora che simboleggia l'accettazione del buddismo. I cinque precetti sono delle regole stilate (secondo la tradizione) dallo stesso Siddhartha Gautama per rendere la vita meno stressante, più in armonia con gli altri esseri e indirizzarla consapevolmente sul sentiero verso il Nirvana.
I precetti sono:
- Mi impegno ad astenermi dall'uccidere e dal far del male agli esseri viventi.
- Mi impegno ad astenermi dal rubare e dal prendere il non dato.
- Mi impegno ad astenermi da una condotta sessuale immorale
- Mi impegno ad astenermi dal mentire, dall'offendere, dai pettegolezzi e dalle calunnie.
- Mi impegno ad astenermi dall'abuso di sostanze inebrianti come l'alcol o droghe che causano negligenza e perdita di coscienza.